# Фалендар
Фалендар (на немски: Vallendar) е град в окръг Майен-Кобленц в Рейнланд-Пфалц, Германия.
Фалендар има 8416 жители (31 декември 2011). Намира на дясния бряг на Среден Рейн и на 5,7 км северно от Кобленц.
Фалендар е споменат за пръв път през 830/840 г. като собственост на архиепископите на Трир. От 1232 г. графовете на Сайн получават управлението му и построяват замък през 1240 г. и крепостна стена около града. През 14 век архиепископят на Трир е съсобственик на Господство Фалендар. От 1681 и 1767 г. Трир е единственият владетел.
През 1802 г. селището е към княжество Насау-Вайлбург и през 1815 г. към Кралство Прусия. На 2
ноември 1856 г. крал Фридрих Вилхелм IV от Прусия дава на Фалендар градски права.
Във Фалендар през 1896 г. се основават Философско-теологично висшо училище (Philosophisch-Theologische Hochschule) и 1984 г. икономически институт WHU – Otto Beisheim School of Management.